# ヒトラーユーゲント・ナイフ

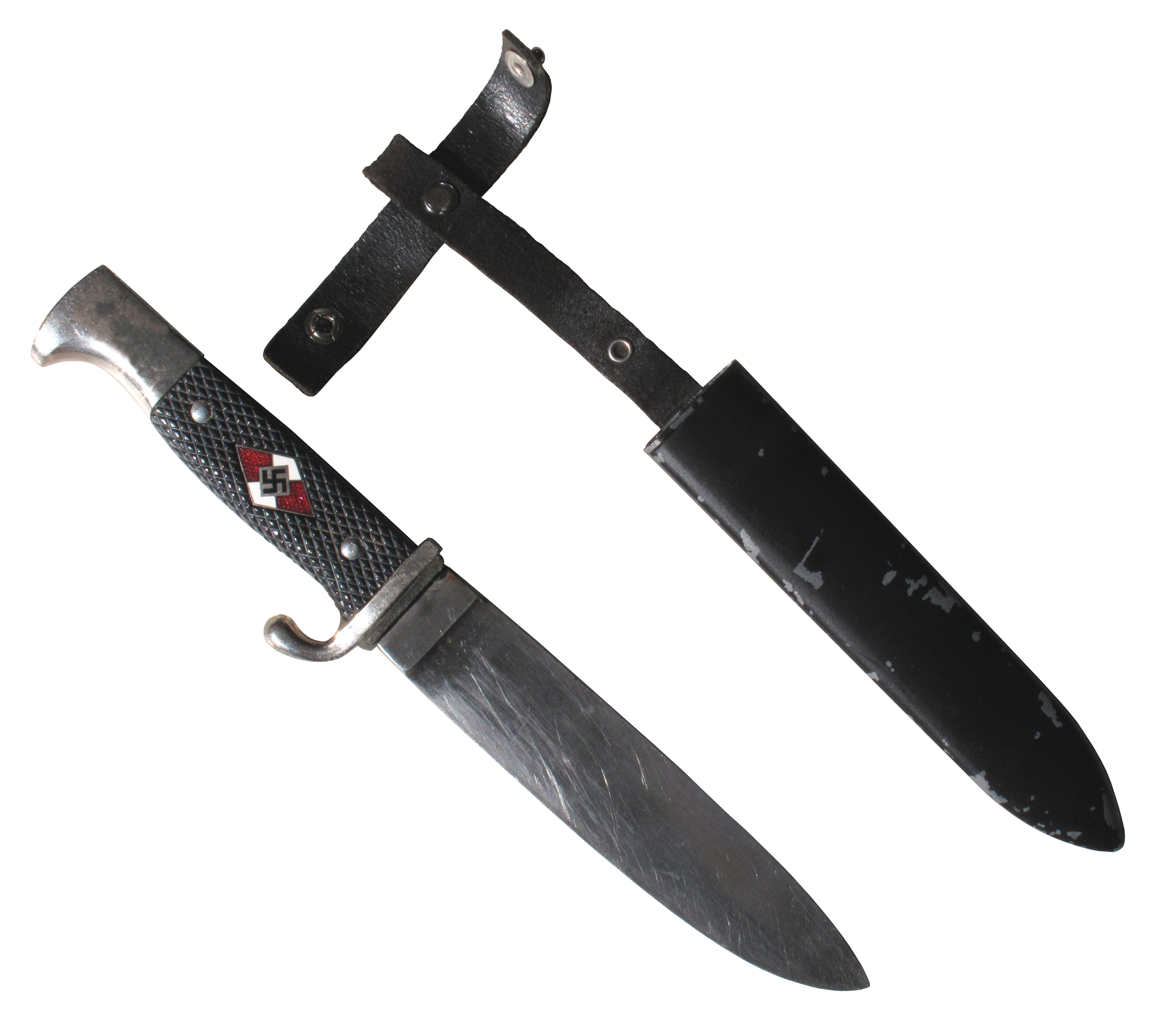
ヒトラーユーゲント・ナイフと鞘

ヒトラーユーゲント・ナイフ（ドイツ語：Hitler-Jugend-Fahrtenmesser）は、国家社会主義ドイツ労働者党（NSDAP）の青少年組織ヒトラーユーゲントおよびその下部組織にあたるユングフォルクで使用されていた短剣である。ヒトラーユーゲントでは党の準軍事組織である突撃隊（SA）や親衛隊（SS）とよく似た制服が制定されていたが、この短剣もまた制服の一部として装備されていた。標準的に支給されている訳ではなく、優良団員と認められた者にのみ与えられた。
形状はGew98用銃剣に基いているが、血抜き溝がなく諸刃ではない点は、第一次世界大戦時のドイツ軍格闘ナイフにも通じる。通常は握りの部分にエナメル製のエンブレムが埋め込まれており、刃の根本には「Reichszeugmeisterei」（党需品管理局）の刻印が入っていた。1937年にはヒトラーユーゲントの標語「Blut und Ehre!」（血と名誉!）がエッチング処理によって刻印されるようになったが、この刻印は早い内に廃止された。
ヒトラーユーゲント・ナイフには戦後製造のレプリカや偽物が大量に存在する。また、第二次世界大戦後に余剰在庫となっていたヒトラーユーゲント・ナイフの一部が、握りのエンブレムをボーイスカウト風のフルール・ド・リスに取り替えた上でアメリカへと輸出されている。

## ギャラリー
- 博物館に展示されたヒトラーユーゲント制服のクローズアップ。上衣のフックで支えられたベルトがナイフの鞘を吊っている。
- 1935年のナチ党大会で撮影されたヒトラーユーゲント。一部の団員がナイフを佩用している。
- 1937年に出版されたナチ党手引書に掲載された、ヒトラーユーゲントの徽章や短剣類。指導者クラスはヒトラーユーゲント・ナイフではなく、ストラップで吊る短剣を佩用した。
- 1944年のナチ党手引書に掲載された、ヒトラーユーゲント指導者クラスの勤務服。